# Bruce Campbell
Bruce Lorne Campbell (ur. 22 czerwca 1958 w Royal Oak) – amerykański aktor, producent, reżyser i scenarzysta.
Odtwórca roli protagonisty Ashleya J. „Asha” Williamsa w kultowej trylogii Sama Raimi Martwe zło (1981), Martwe zło 2 (1987) i Armia ciemności (1993), którą witryna internetowa RetroCrush.com uznała za jeden z najlepszych występów aktorskich w historii kina grozy.
W 2010 za rolę komandora Samuela „Sama” Axe w serialu USA Network Tożsamość szpiega (Burn Notice, 2007–2013) był nominowany do Nagrody Satelity dla najlepszego aktora drugoplanowego w serialu, miniserialu lub filmie telewizyjnym. W 2016 otrzymał nagrodę Saturna w kategorii najlepszy aktor telewizyjny za rolę Asha Williamsa w serialu Starz Ash kontra martwe zło (Ash vs. Evil Dead, 2015–2018).

## Życiorys
Urodził się w Royal Oak w Michigan jako syn Joanne Louise (z domu Pickens) i Charlesa Newtona Campbella, który przez 35 lat pracował w reklamie na różnych stanowiskach, od podróżującego inspektora billboardów po wiceprezesa firmy, a później nauczał w dziewięciu uczelniach jako adiunkt, a także był aktorem i reżyserem w miejscowym teatrze. Ma starszego brata Dona i starszego przyrodniego brata Michaela Rendine. Jego rodzina była pochodzenia szkockiego i angielskiego.
Campbell jako nastolatek brał udział w szkolnych przedstawieniach, w tym Słodki ptak młodości Tennessee Williamsa i South Pacific. Wkrótce z przyjaciółmi zaczął kręcić krótkie filmy Super 8. Po poznaniu Sama Raimiego w liceum, oboje zostali bardzo dobrymi przyjaciółmi i zaczęli razem kręcić filmy. Debiutował w roli aktorskiej jako Kreon w filmie krótkometrażowym Oedipus Rex (1972) na motywach tragedii Sofoklesa Antygona. Wystąpił jako Adolf Hitler w swojej realizacji krótkometrażowej D-Day (1973).
W 1976 ukończył Wylie E. Groves High School w Beverly Hills w Michigan i kontynuował naukę na Western Michigan University w Kalamazoo. Wspólnie z Raimi współpracował nad półgodzinną wersją Super 8 pierwszego filmu Martwe zło, zatytułowanego Within the Woods, który początkowo służył do przyciągnięcia inwestorów. W komedii kryminalnej Sama Raimiego To morderstwo! (It’s Murder!, 1977) pojawił się jako policjant na rowerze.
Campbell grał nie tylko w filmach klasy B, ale także gościnnie w serialach, w tym Knots Landing (1987), Przygody Brisco County Juniora (1993–1994) jako Brisco County Jr., Nowe przygody Supermana (1995), Herkules (1995–1999), Xena: Wojownicza księżniczka (1996–1999) jako Autolykos, Strażnik czasu (1998), Z Archiwum X (1999) i Rekiny i płotki (2001).

## Życie prywatne
13 marca 1983 ożenił się z Christine Deveau, z którą ma córkę Rebeccę i syna Andy’ego. W 1989 doszło do rozwodu. 22 lutego 1991 poślubił Idę Gearon.

## Filmografia

### Aktor
- Oedipus Rex (1975) jako Kreon
- It's Murder! (1977) jako policjant na rowerze
- Within the Woods (1978) jako Bruce
- Martwe zło (1981, The Evil Dead) jako Ashley J. „Ash” Williams
- Going Back (1983) jako Brice Chapman
- Crimewave (1985) jako Renaldo 'The Heel'
- Stryker's War (1985) jako Video Newscaster
- Martwe zło 2 (1987, Evil Dead II) jako Ash
- The Dead Next Door (1988) jako (głos)
- Intruder (1988) jako oficer Howard
- Maniakalny glina (1988, Maniac Cop) jako Jack Forrest
- Pokolenia (1989–1991, Generations) jako Alan Stuart
- Moontrap (1989) jako Ray Tanner
- Człowiek ciemności (1990, Darkman) jako Final Shemp
- Umysł poza kontrolą (1990, Mindwarp) jako Stover
- Maniakalny glina 2 (1990, Maniac Cop 2) jako Jack Forrest
- Zmierzch: Wampiry w odwrocie (1991, Sundown: The Vampire in Retreat) jako Robert Van Helsing
- Na skraju szaleństwa (1991, Lunatics: A Love Story) jako Ray
- Gabinet figur woskowych 2: Zagubieni w czasie (1992, Waxwork II: Lost in Time) jako John Loftmore
- Armia ciemności (1993, Army of Darkness) jako Ash
- Przygody Brisco County Juniora (1993−1994, The Adventures of Brisco County Jr.) jako Brisco County Jr.
- Eddie Presley (1993) jako Hospitaly orderly
- Ellen (1994–1998) jako Ed Billik (1996–1997)
- Hudsucker Proxy (The Hudsucker Proxy, 1994) jako Smitty
- Kobieta-Demolka (1995, The Demolitionist) jako Zwycięzca loterii
- Kongo (1995, Congo) jako Charles Travis
- Xena: Wojownicza księżniczka (1995–2001, Xena: Warrior Princess) jako Autolycus
- Szybcy i martwi (1995, The Quick and the Dead) jako Wedding Shemp
- Podwójna świadomość (1996, Menno's Mind) jako Mick Dourif, przywódca rebeliantów
- Tornado (1996, Tornado!) jako Jake Thorne
- Assault on Dome 4 (1996) jako Alex Windham
- Ucieczka z Los Angeles (1996, Escape from L.A.) jako chirurg z Beverly Hills
- Fargo (1996) jako aktor opery mydlanej
- Doborowa jednostka (1997, McHale's Navy) jako Virgil
- Running Time (1997) jako Carl
- The Love Bug (1997) jako Hank Cooper
- W blasku chwały (1997, In the Line of Duty: Blaze of Glory) jako Jeff Erickson
- Missing Links (1997) jako Ray
- Goldrush: A Real Life Alaskan Adventure (1998) jako Pierce Thomas „PT” Madison
- Lodowisko (1998, La Patinoire) jako aktor
- Na ratunek (1999, Icebreaker) jako Carl Greig
- The Men Behind the Army (1999) jako on sam
- Od zmierzchu do świtu 2 (1999, From Dusk Till Dawn 2: Texas Blood Money) jako Barry
- The Making of `Evil Dead II' or The Gore the Merrier (2000) jako Ash/on sam
- Jack of All Trades (2000) jako Jack Stiles/Daring Dragoon
- Majestic (2001, The Majestic) jako Ronald
- Roots of the Cuban Missile Crisis (2001) jako on sam
- Hubert's Brain (2001) jako Thompson (głos)
- Inwazja (2002, Terminal Invasion) jako Jack
- Timequest (2002) jako William Roberts
- Bubba Ho-tep 2002) jako Elvis Presley / Sebastian Haff
- Spider-Man (2002) jako komentator walk
- Kto pierwszy, ten lepszy! (2002, Serving Sara) jako Gordon Moore
- Fanalysis (2002) jako on sam
- Festival Pass with Chris Gore (2002) jako on sam
- Hatred of a Minute (2002) jako aktor opery mydlanej
- Masters of Horror (2002) jako prowadzący
- Evil Dead: A Fistful of Boomstick Special (2003) jako on sam
- Hating Every Minute (2003) jako on sam
- Drugs (2003) jako Bruce
- Spider-Man 2 (2004) jako woźny w teatrze
- 20: Entertainment Weekly's Scariest Movies (2004) jako on sam
- Making the Amazing (2004) jako on sam
- A Community Speaks (2004) jako on sam
- The 100 Scariest Movie Moments (2004) jako on sam
- Making of 'Bubba Ho-tep' (2004) jako on sam
- Bubba Ho-tep: Fit for a King (2004) jako on sam
- Comic Book: The Movie (2004) jako on sam
- Sky High (2005) jako trener Boomer
- Man with the Screaming Brain (2005)
- Alien Apocalypse (2005) jako doktor Ivan Hood
- Touch the Top of the World (2006) jako Ed Weihenmayer
- Bubba Nosferatu (2006) jako Elvis Presley
- My Name is Bruce (2006) jako Bruce Campbell
- Mroki lasu (2006, The Woods) jako Joe Fasulo
- Spider-Man 3 (2007) jako barman w restauracji

### Aktor (gościnnie)
- Knots Landing (1979–1993) jako Joel Benson
- The Incredibly Strange Film Show (1988) jako on sam
- Nowe przygody Supermana (1993–1997, Lois & Clark: New Adventures of Superman) jako Bill Church Jr.
- Homicide: Life on the Street (1993–1999) jako Jake Rodzinsky
- Z Archiwum X (1993–2002, The X Files) jako Wayne Weinsider
- Dziewczyna z komputera (1994–1997, Weird Science) jako Gene the Genie
- Xena: Wojownicza księżniczka (1995–2001, Xena: Warrior Princess) jako Autolycus
- Amerykański horror (1995–1996, American Gothic) jako Lt. Drey
- Herkules (1995–1999, Hercules: The Legendary Journeys) jako Autolycus / Rob Tapert
- Czarodziejki (1998–2006, Charmed) jako agent FBI Jackman (2002)
- Rekiny i Płotki (1999–2001, Beggars and Choosers) jako Jack
- Legenda Tarzana (2001–2003, The Legend of Tarzan) jako Max Liebling (głos)
- Player$ (2002) jako on sam
- Kaczor Dodgers (2003, Duck Dodgers) jako Piggler (głos)
- Z życia nastoletniego robota (2003) jako Himcules (głos)
- Megas XLR (2004) jako Magnaminous (głos)

### Producent
- Within the Woods (1978)
- Shemp Eats the Moon (1978)
- Martwe zło (1981, The Evil Dead)
- Crimewave (1985)
- Martwe zło 2 (1987, Evil Dead II)
- Luz na kółkach (1989, Easy Wheels)
- Na skraju szaleństwa (1991, Lunatics: A Love Story)
- Armia ciemności (1993, Army of Darkness)
- Jack of All Trades (2000)
- Hatred of a Minute (2002)
- Fanalysis (2002)
- A Community Speaks (2004)
- Man with the Screaming Brain (2005)
- My Name is Bruce (2006)
- The Evil Dead (2006)

### Reżyser
- Herkules (1995–1999, Hercules: The Legendary Journeys)
- Xena: Wojownicza księżniczka (1995–2001, Xena: Warrior Princess)
- V.I.P. (1998–2002)
- Fanalysis (2002)
- A Community Speaks (2004)
- Man with the Screaming Brain (2005)
- My Name is Bruce (2006)

### Scenarzysta
- Stryker's War (1985)
- The Nutt House (1992)
- Man with the Screaming Brain (2005)